# Apa (Satu Mare)
Apa é uma comuna romena localizada no distrito de Satu Mare, na região histórica da Transilvânia. A comuna possui uma área de 45.05 km² e sua população era de 2824 habitantes segundo o censo de 2007.